# Gustav Vermehren
Gustav Vermehren (født 28. december 1863 i København, død 2. september 1931 sammesteds) var en dansk genremaler og søn af Frederik Vermehren. Han var bror til maleren Sophus Vermehren og lægen Frederik Fermehren.

## Karriere som maler
Efter at have gennemgået malerlære og Det tekniske Selskabs Skole var han elev af Kunstakademiet fra oktober 1881 til maj 1887. I 1888 debuterede han som udstiller på Charlottenborg med Et interiør og vandt 1889 den Neuhausenske Præmie for et københavnsk gadeparti, Landemærket; 1891 fik han efter at have udstillet et Parti fra den gamle klostergård i Helsingør samt et par genremalerier og et mandsportræt en rejseunderstøttelse af Akademiet. I de følgende år udstillede han såvel genrebilleder – af hvilke et interiør med figurer, En kræsen rad, i 1893 blev erhvervet til Statens Museum for Kunst – som et enkelt blomstermaleri, Roser, 1895.

1908 modtog han Serdin Hansens Præmie for Bedstemor begynder at komme sig.

## Kunstfagligt virke
Vermehren fik flere gange understøttelse fra Akademiet og fra Den Raben-Levetzauske Fond. Fra 1893 til 1912 var han inspektør ved kongerne Christian IX og Frederik VIII's private malerisamlinger, og i en række af år leverede han kunstanmeldelser til dagbladet Vort Land.
Han var sekretær ved den af ham stiftede "Foreningen for National Kunst". Fra 1892 ledede han i forening med sin broder Sophus Vermehren en forberedelsesskole til Kunstakademiet.
Konservativ kunstholdning
Vermehren fastholdt hele livet guldalderens malemåde i kombination med et nostalgisk-sentimental motivvalg i stil med Carl Bloch, hvilket gjorde ham til en af de mest konservative kunstnere i sin tid. Vermehrens behandling af genremaleriet med motiver fra landet står derfor i markant kontrast til fx L.A. Rings. Denne konservatisme fik også udtryk i "Foreningen for National Kunst", som modarbejdede de nye ikke-naturalistiske strømninger i maleriet.

## Ægteskaber
Gift første gang 20. oktober 1888 i København med Louise Borchsenius (2. marts 1862 i Næstved – ?), datter af agent Carl Vilhelm Ferdinand Valdemar Borchsenius (1829-1897) og Henriette Marie (født Fuglede i 1836). Ægteskabet blev opløst i 1902.
Gift anden gang 8. maj 1906 i Nordrup Kirke ved Ringsted Frede Christine Rasmussen (født marts 1882 i Lundeborg, død 22. maj 1933 i Roskilde), datter af godsforvalter på Broholm, senere på Giesegård, Rudolph Laurids Rasmussen og Emanuella (Ella) Marie Thomsen.
Gustav Vermehren er begravet på Hvalsø Kirkegård.
1925 blev han Ridder af Dannebrog.

## Værker
- Et interiør (1888)
- Landemærket (Neuhausens Præmie 1889)
- Parti fra den gamle klostergård i Helsingør (udstillet 1891)
- En kræsen rad (1893, Statens Museum for Kunst)
- Bedstemor begynder at komme sig (Serdin Hansens Præmie 1908)
- Bondegård (1910, Bornholms Kunstmuseum)
- Bondegård (1910, Bornholms Kunstmuseum)
- Skovvej (1910, Bornholms Kunstmuseum)

| - Værker af Gustav Vermehren - Landskabsparti med køer på mark, 1883 - Parti fra Brødebæk Vandmølle, Gisselfeld, 1890 - Træ i landskab, 1905 - Interiør med kvinde ved vinduet, 1910 - Almueinteriør med en døråbning, 1912 - Almueinteriør med en ældre herre, der hviler sig i en stol, 1926 - Karen Marie læser i sin bibel, 1926 - Bondestueinteriør med bondekone ved en chiffoniere (sv) (ukendt dato) - Interiør med to unge mænd, lampelys (ukendt dato) - Ved landsbyen Steenstrup (ukendt dato) - Almueinteriør med sollys gennem vindue (ukendt dato) - Interiør fra Hedeboegnen (ukendt dato) |